# Srnky
Srnky je připravovaná filmová komedie režiséra a scenáristy Tomáše Svobody, který jej natočil podle své stejnojmenné divadelní hry. V hlavních rolích filmu se objeví Štěpán Kozub, Albert Čuba, Robin Ferro a Vladimír Polák. Film pojednává o čtyřech mužích – dirigentovi, úředníkovi, mykologovi a slavném herci – jejichž životy se jedné noci propojí v bytě paneláku.
Natáčení filmu probíhalo v létě 2024 v Ostravě (mimo jiné v budově Divadla Mír), a dále i na severní Moravě, Praze, Brně a Polsku. Film bude mít premiéru v kinech 11. září 2025.

## Obsazení
| Štěpán Kozub      | Petr Zikmund |
| Robin Ferro       | Karel Janýz  |
| Albert Čuba       | Ewald Myron  |
| Vladimír Polák    | Patrik Velek |
| Beata Hrnčiříková | Dana Sovová  |
| Lada Bělašková    | Blanka       |
| Petra Kocmanová   | Zdeňka       |
| Vica Kerekes      | herečka      |
| Michal Sedláček   |              |
| Bořivoj Čermák    |              |
| Ondřej Malý       |              |
| Kamila Janovičová |              |
| Yvona Stolařová   |              |